# Torre Genex

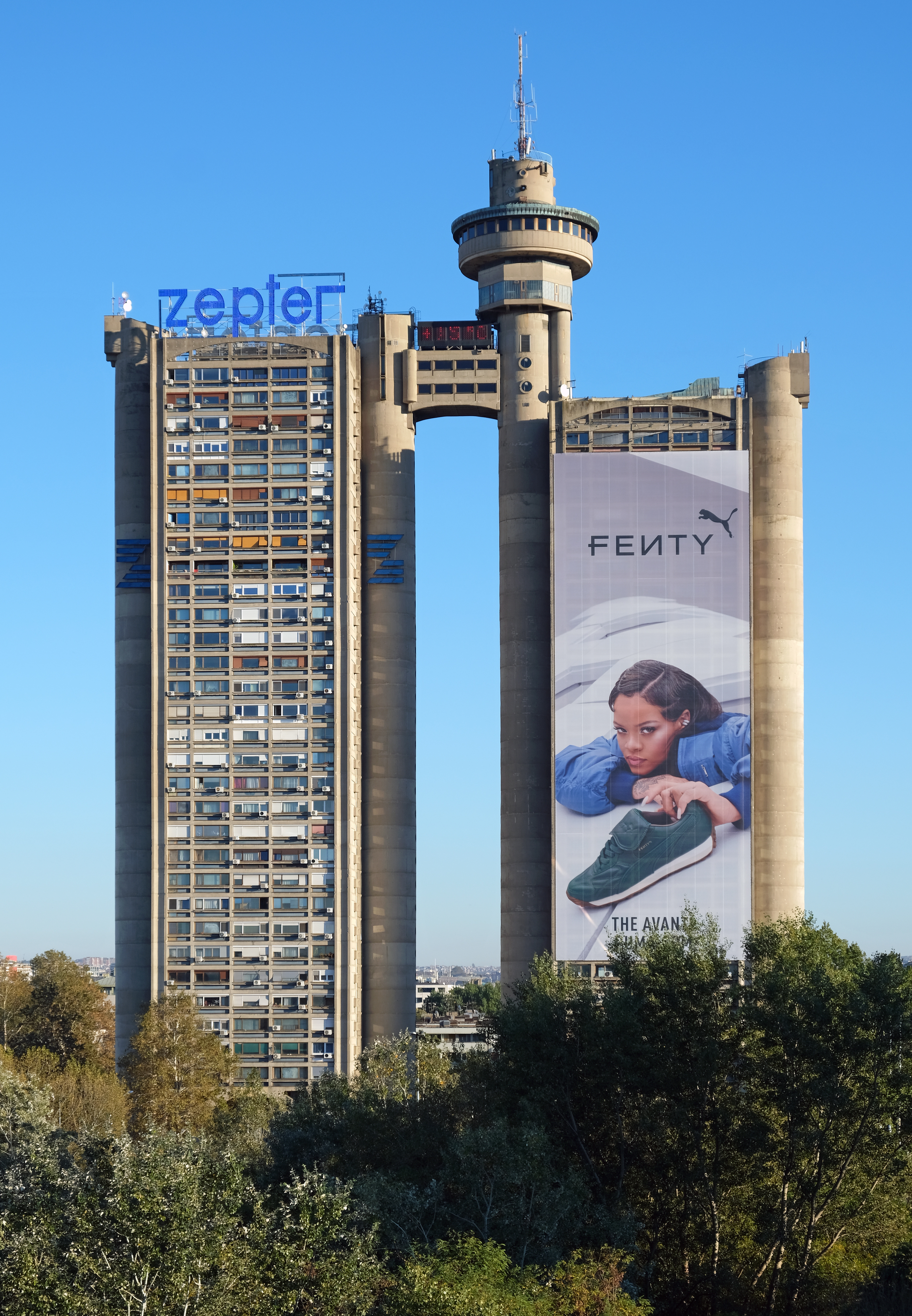
Torre Genex

La Torre Genex (idioma serbio; Кула Генекс, Kula Geneks), igualmente conocida como la Puerta Oeste de la Ciudad, (serbio; Западна Капија Београда, Zapadna Kapija Beograda) es un rascacielos de 35 pisos, ubicado en la ciudad de Belgrado, Serbia. Fue diseñada en 1977 por Mihajlo Mitrović en un estilo arquitectónico brutalista. Está formada por dos torres conectadas por medio de un restaurante giratorio en su parte superior. Mide 115 metros de altura, sin embargo, con el restaurante es de 140 metros y es el segundo edificio más alto de Belgrado, después de la Torre Ušće.
Una de las torres es ocupada por el grupo Genex. La torre adquirió este popular nombre después de ser utilizada por este grupo, Genex, mientras que oficialmente se conoce como la Puerta Oeste de la Ciudad.

## Imágenes

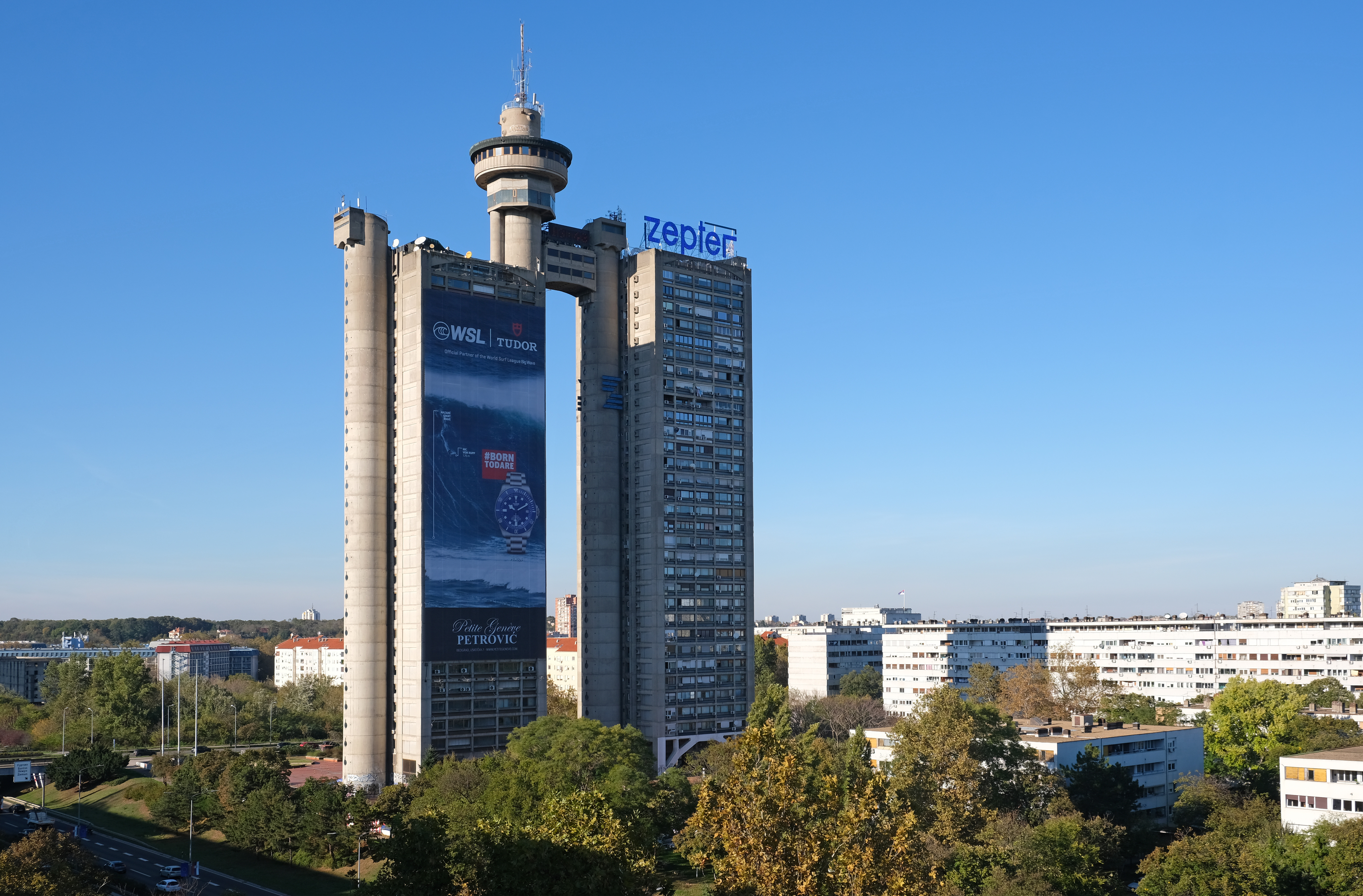
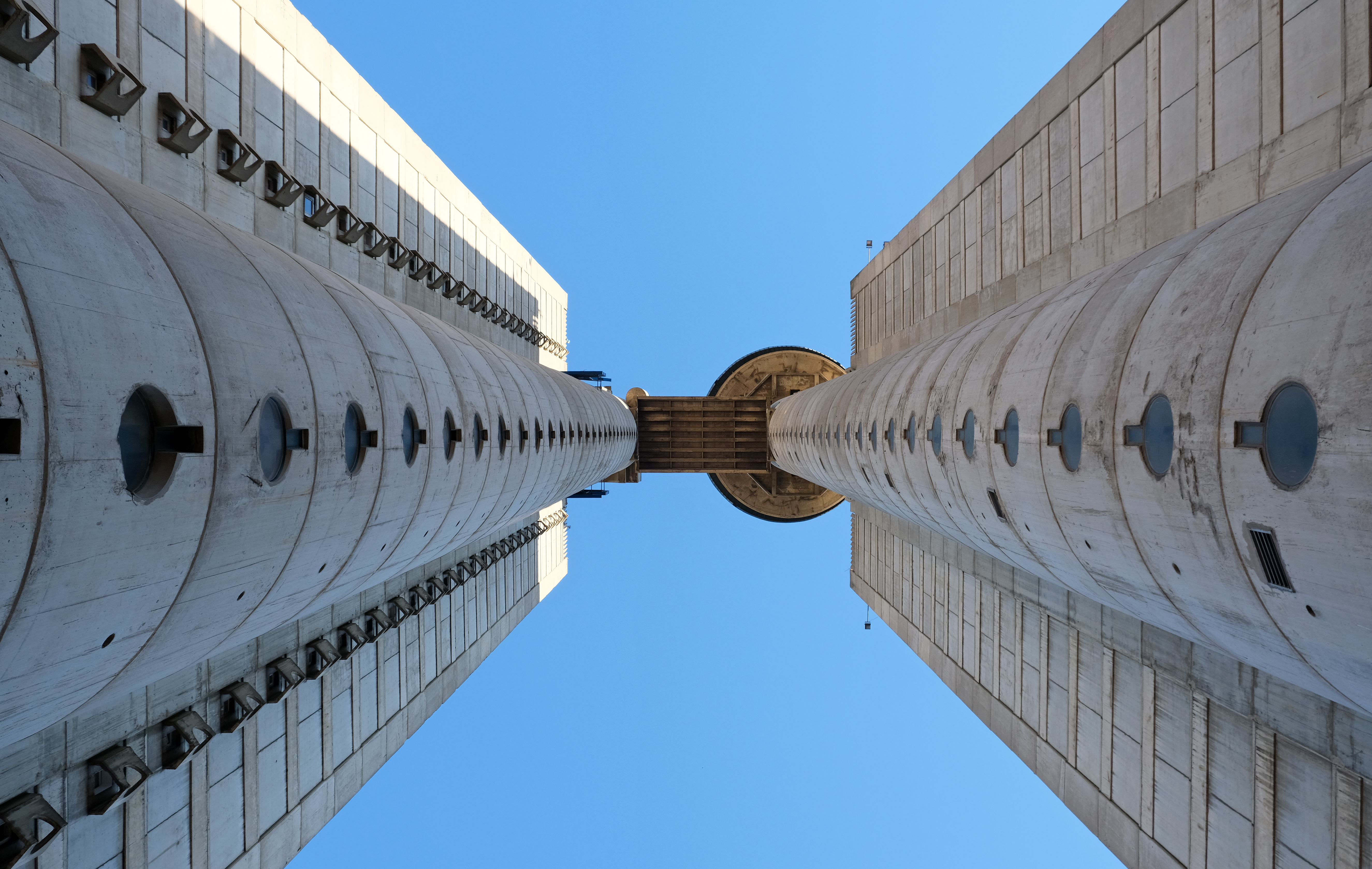
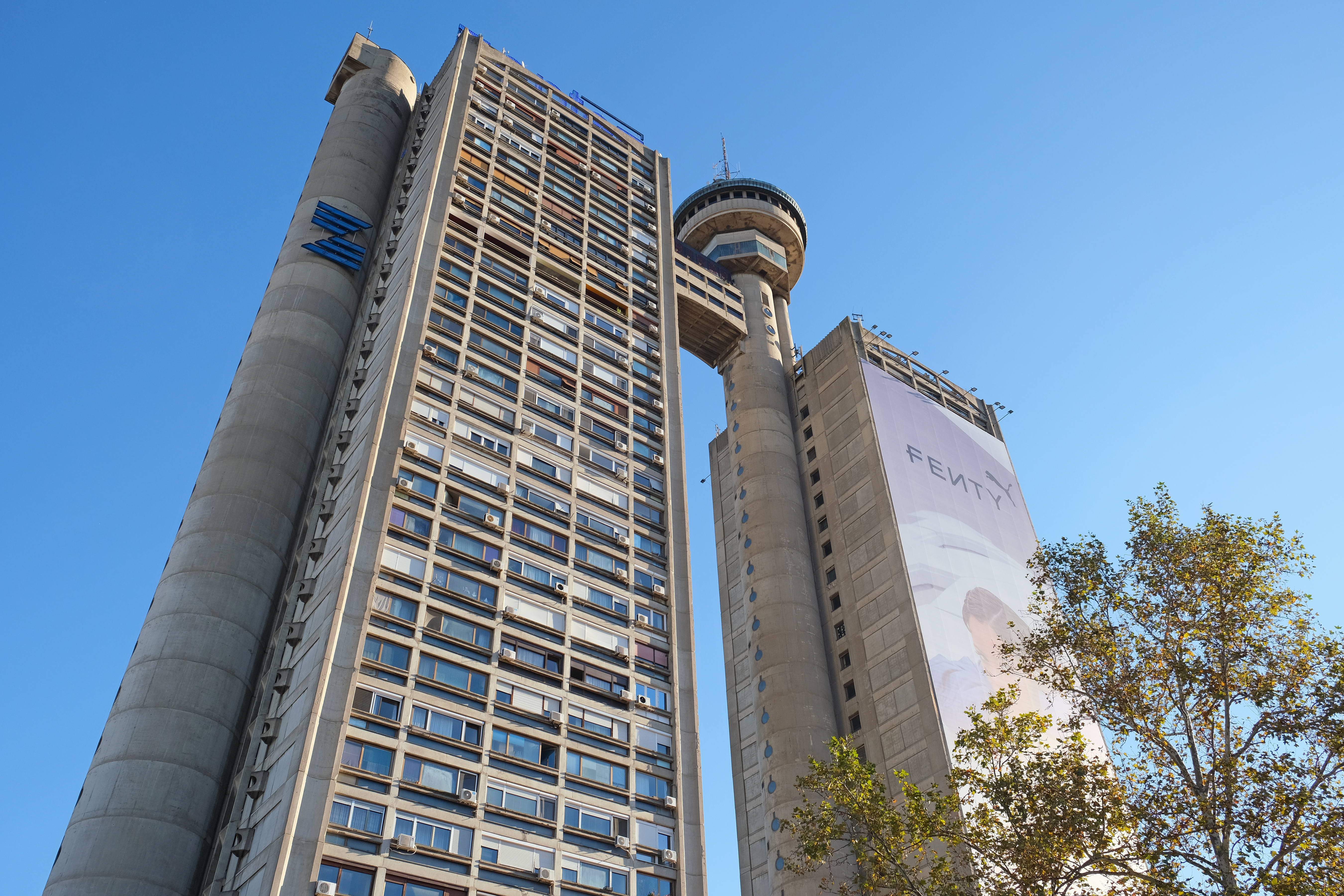
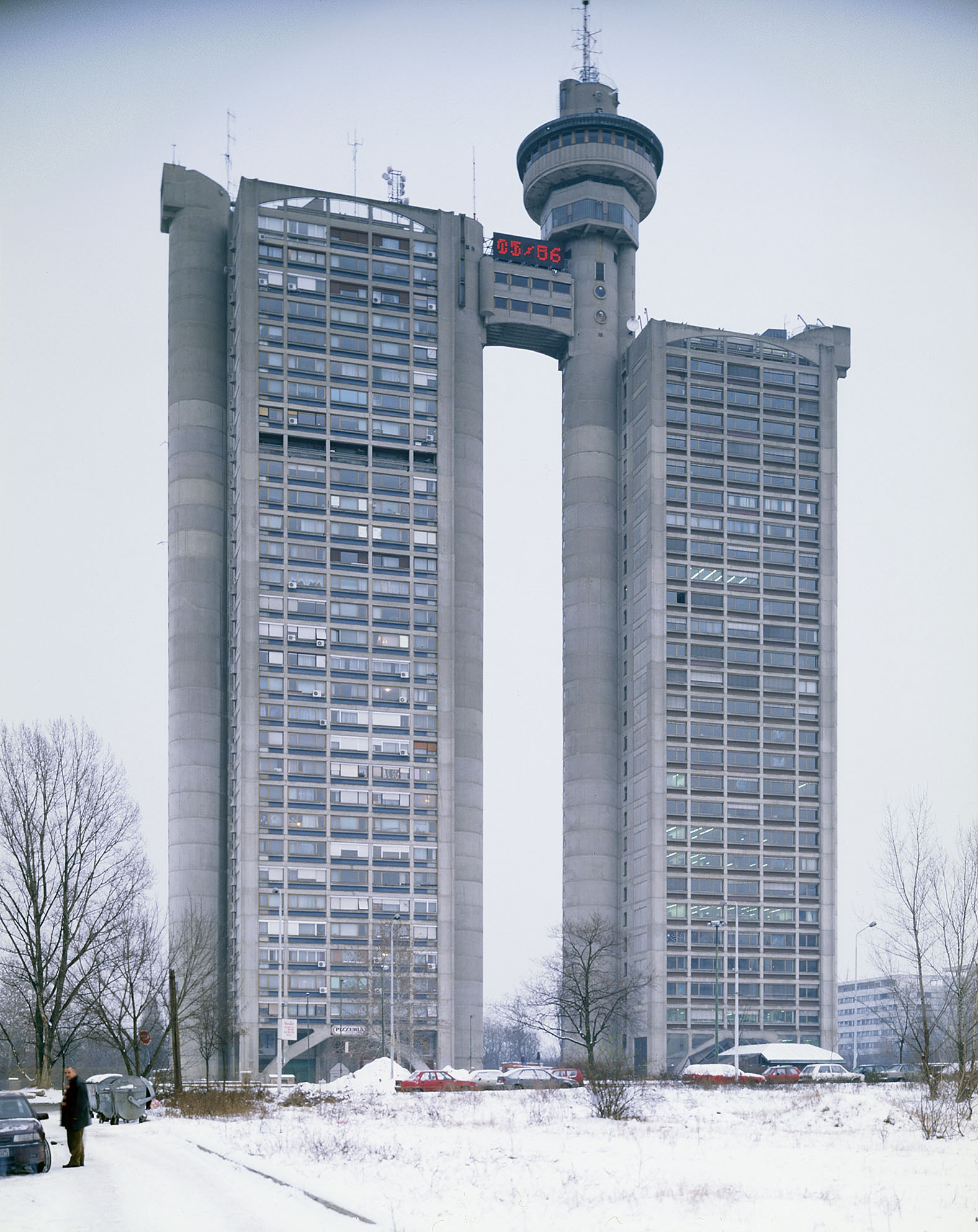